# Gos de caça

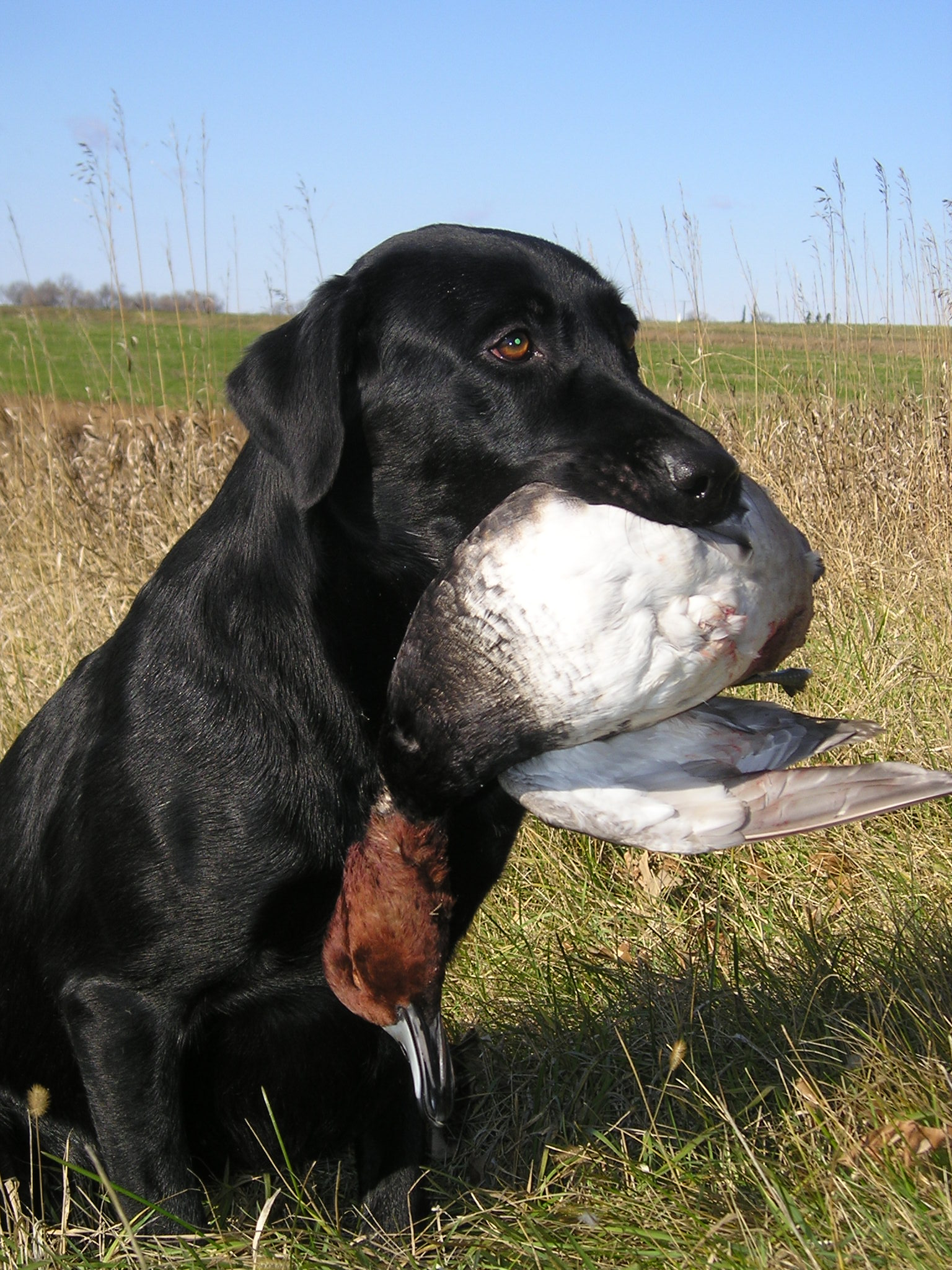
Labrador retriever cobrant un Morell cap-roig

El gos de caça o gos caçador és aquell gos usat per assistir l'home durant la caça. La caça va ser la primera de les activitats que l'home i el gos van realitzar de forma conjunta des de la seva domesticació. Al llarg d'aquest període de milers d'anys, l'home ha anat seleccionant el gos per a les diferents tasques que li eren necessàries, de manera que en l'actualitat hi ha centenars de races diferents i molt especialitzades. Des d'antic l'home s'ha servit de les facultats del gos per al seu profit, emprant-lo per a caçar. Hi ha representacions gràfiques en el Paleolític, i més modernes, en què apareixen canilles amb gossos de diferents mides caçant diversos animals.
Quan un depredador fa un llanci cinegètic complet, ha de passar per les fases següents: localitzar la presa per mitjà de la vista o l'olfacte, treure-la del seu amagatall, perseguir-la i, finalment atrapar-la i matar-la.
Fa uns anys a una part d'Andalusia els gossos de caça , si no obeïen els amos, els abandonaven al bosc o els tiraven un tret allà mateix.

## Característiques del gos de caça
El bon gos de caça sol presentar les següents aptituds:
- Instint: només els gossos ansiosos per la caça busquen amb afició i amb intensitat, fent cas omís al cansament i a les més dures condicions tant climàtiques com orogràfiques, cercant a la muntanya de dalt a baix.
- Força: per suportar les dures condicions de la caça.
- Olfacte: si el gos no té olfacte només descobrirà les preses quan està davant dels seus nassos.
- Bordar: aquell gos que no té la inclinació a bordar no és útil per segons quin tipus de cacera, ja que no avisa el veure a una peça, i pot posar en perill la seva vida si, enfrontant-se sol a un senglar, no reclama l'ajuda de la canilla.
- Valentia: només el gos valent s'atreveix a encarar al senglar o entrar a mossegar-lo quan aquest s'atura o dubte en la seva fugida. Si només és descobert per un gos que no té prou coratge aquest no serà capaç de fer-lo fugir.
- Iniciativa: únicament el gos que improvisa és capaç de sortir sa i estalvi de les situacions més diverses.
- Mida: el senglar ha de sentir la força dels gossos. En cas contrari, romandrà en el seu emplaçament sense immutar-se.

## Tipus de gossos de caça
Dels deu grups de la classificació de la Federació Cinològica Internacional, sis corresponen exclusivament a gossos de caça, en les seves diferents modalitats i fins i tot al grup V hi ha gossos que s'usen també a determinats tipus de cacera. Així hi trobem gossos rastrejadors, gossos de cau, gossos de mostra, gossos cobradors, gossos d'aigua, spaniels o aixecadors, gossos spitz de caça i llebrers i podencs.

### Gos rastrejador

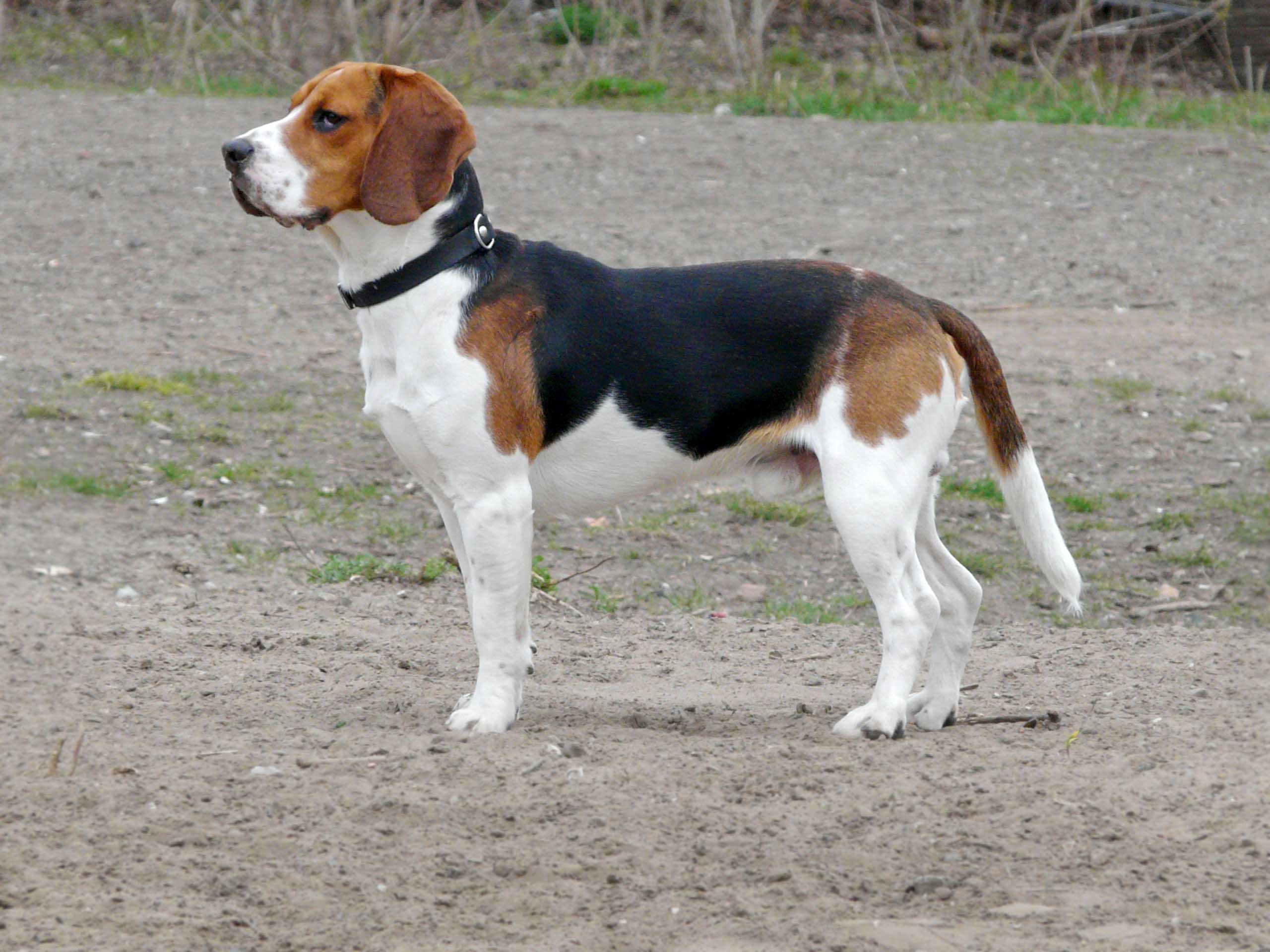
Beagle, raça de rastre.

Els rastrejadors són gossos amb una gran capacitat olfactiva, de mides variades i de múltiples colors, poden caçar en solitari o en grup, anomenant-se aquest canilla, un conjunt de 20 a 30 gossos dirigits pels caçadors, que té per funció detectar la presa, treure-la del seu cau, portar-la on s'emplacen els tiradors, bordar per delatar la seva trajectòria i, en cas que sigui possible, capturar-la perquè el caçador pugui rematar a ganivet. El bon caçador valora la canilla, ja que reconeix i agraeix la seva tasca i, per tant, cuida la seva actuació per a no disparar mai a una peça quan es troba envoltada de gossos, ja sigui durant una fugida o bé en el curs d'una adherència. Si els gossos s'espanten quan estan mossegant poden deixar de fer-ho i, en el futur, sentir por durant mesos o per sempre. Cada canilla demostra la personalitat, la serietat i la professionalitat del propietari. Però és de desitjar que els exemplars siguin homogenis, gossos braus, encastats, vigorosos i especialitzats en totes o en alguna de les funcions que han d'ocupar-se durant la cacera.
Són utilitzats per la caça menor i per la caça major. La FCI els classifica al grup VI: gossos rastrejadors, de rastre i races semblants.
Al llarg del temps es va desenvolupar una especial manera de seguir els gossos, amb particularitats diferents segons el país de què es tractés, seguint-les a cavall. Així, a França es va impulsar la cacera del cérvol, a Anglaterra la de la guineu i a Espanya la de la llebre i el senglar. Només la practicaven les persones amb més distinció.
Hi ha un ritual, semblant a la caça de la guineu a Anglaterra, on l'objectiu primordial de cada genet és mantenir-se al capdavant del gran grup perseguidor de la presa, el més enganxat possible als gossos. Hugo Mainell, al segle xviii, va seleccionar gossos especials que poguessin contrarestar els estratagemes de la guineu i assetjar a tota velocitat en camp obert, impulsant aquest tipus de caça rapidíssima. El Beagle, Harrier i Foxhound són les races més freqüentment utilitzades. La guineu, però, és capaç de fer servir tàctiques diverses que despisten als gossos i cobreix grans extensions de terreny, portant els genets dels plans a l'alt i del bosc al prat.
A la península Ibèrica, la caça de la llebre amb gossos és una tradició fomentada. Cavalcar a galop tirat a la recerca d'una colla de gossos que persegueixen a la llebre amb un desplegament impressionant de força, agilitat, astúcia i valentia, pot generar una emoció indescriptible. Es pot observar com la presa finta, s'esmuny i finalment es perd després d'una cursa a mort que pot haver durat minuts. Però també es caça a peu amb l'ajuda de gossos rastrejadors, el cérvol, l'isard, el cabirol o el senglar.
Altres animals que es cacen amb l'ajuda de gossos de rastre són la pantera de les neus, la foca i el ren. Però, sens dubte, la caça del lleó i del tigre són les més espectaculars. El gos crestat de Rhodèsia és el més freqüentment utilitzat per rastrejar als lleons que acaben sent abatuts a fusell.
Al Canadà, a Rússia i Finlàndia es caça també l'os, amb el gos d'ossos de Carèlia i a Escandinàvia també s'hi cacen ants amb l'ajut de gossos rastrejadors i de trineu.

### Gos llebrer

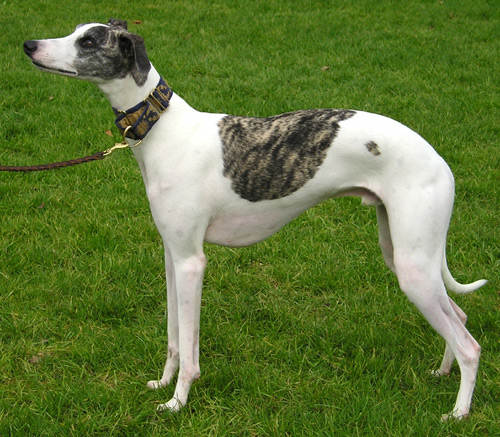
Whippet

Gos de caça caracteritzat per les formes esveltes, els membres llargs i el volum reduït de la caixa cranial. La seva constitució física els fa estar molt ben dotats per la carrera, en la que poden agafar grans velocitats. Solen ser més alts que llargs, el cap és estret i les orelles semierectes i presenten un gran sentit de la vista, al revés que la majoria de races canines. S'usen per a la caça major en canilles i per la caça del conill i la llebre, d'on prenen el seu nom genèric.
A l'Àsia Menor es caçava a cavall la gasela, amb l'ajuda dels Sloughi, que la descobrien i perseguien pel desert fins que la mataven o era abatuda pels falcons.

### Gos de cau

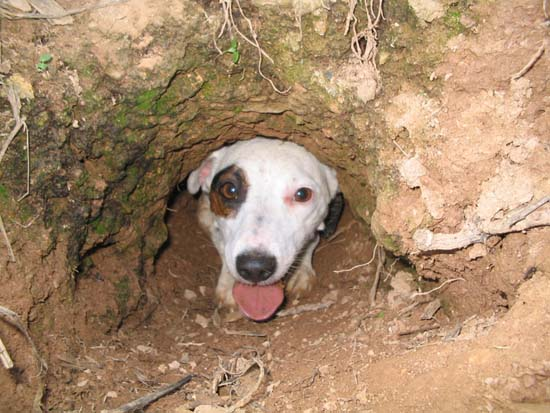
Terrier de Jack Russell sortint d'un cau.

Els més difosos són els gossos de la família terrier i els teckel alemanys, tots ells gossos de cau, que entren sota terra i fan sortir la presa.
Tot i que encara continuen emparant-se gossos petits per a la caça, tal com es venia fent des de sempre, moltes d'aquestes races a conseqüència de la seva mida petita, han passat a exercir tasques de companyia, i això malgrat el seu caràcter obstinat.
L'ensinistrament dels gossos de cau és molt senzill, no cal motivar els gossos per a la caça del teixó o la guineu, ja que gairebé totes les races mostren una aversió instintiva per aquestes espècies animals.
Hi ha ensinistradors que preparen túnels artificials, rases tapades amb plaquetes de fusta, per exemple, amb un passadís d'entrada, un distribuïdor central, i algunes galeries, disposen a la part final d'una successió de portes, que constitueixin gàbies mòbils per posar l'animal viu amb el qual es vol entrenar el gos. Quan el gos sent l'olor de la presa i borda davant la porta que els separa, s'obre la posterior perquè s'allunyi la presa del gos i ser novament tancada més enrere, permetent al gos avançar i bordar de nou.
El cau real sol estar en qualsevol zona on el terreny faciliti la seva excavació però també pot localitzar-se en el buit del tronc d'un vell arbre o entre les seves arrels.
Naturalment, l'èxit de la caça en caus depèn no només de l'experiència del caçador i del gos, sinó també de la densitat de peces en un determinat territori de caça.

### Gos de mostra

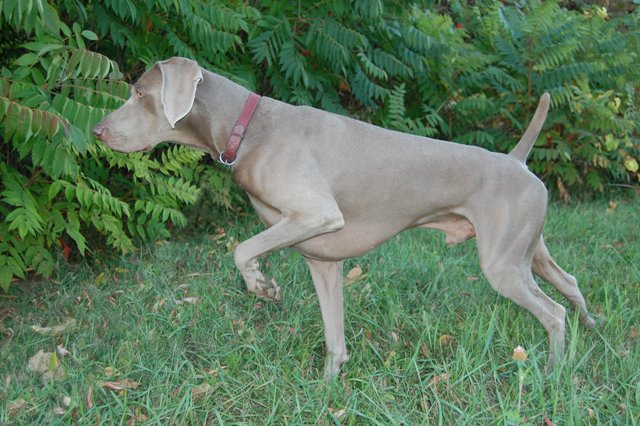
Un brac de Weimar fent la mostra.

La tècnica de caça d'aus és molt diferent de la de les preses terrestres, ja que volen al sentir el perill i, si ho fan abans d'estar en distància de tir d'escopeta, de res servirà que siguin descobertes pel gos. Ha d'identificar la presa, però ha d'interrompre la seva acció en aquest precís instant, fent la mostra, és a dir aturant-se per complet abans de saltar sobre ella per donar temps al caçador perquè s'aproximi. Aquest moment, s'ha anat allargant progressivament gràcies a la selecció dirigida per l'home de manera que actualment hi ha gossos capaços de mantenir-la durant minuts.
D'altra banda la presa es queda immòbil, conducta instintiva de supervivència davant el perill que suposa un possible depredador. Quan la presa sent la proximitat del gos roman prudentment estàtica, en un intent de passar desapercebuda o de ser considerada morta. En realitat, aquesta forma de defensa és enormement eficaç en la natura. I també instintivament, la immobilitat de l'au ensumat bloqueja els desitjos del gos per llançar-se sobre ella.
El gos de mostra i el caçador formen un equip indissoluble, una perfecta màquina de caçar on l'eficàcia es basa en l'efectivitat de cadascuna de les parts. El gos ensenya, apuntant la presa i el caçador l'abat.
Quan la densitat de la vegetació impedeix el tret llarg, la mostra ha d'acostar-se molt a prop, a vegades a escassa distància.
Per a caçar la perdiu roja, la guatlla i d'altres espècies de ploma cal que el gos sigui resistent i infatigable i a més ha de saber desplaçar-se per totes les vessants del terreny, per sobre del caçador, per la tendència d'aquests animals a volar de dalt baix, com deixant-se caure. Tanmateix les guatlles que s'amaguen en terrenys oberts, es cacen de meravella amb races britàniques com el Setter i el Pòinter, grans batedors del terreny.
El veritable caçador gaudeix més del treball del seu gos que del fet en si de matar la caça. Qui està compenetrat amb el seu gos sent pels seus sentits. Entre ambdós s'estableix una especial manera comunicació, a un alt nivell d'excitació i concentració. Abatre a la presa, significa la culminació de l'eficàcia, l'equip conformat per l'home i el gos, actuant per aquest com a reforç de la seva conducta i com a estímul per repetir-ho.

### Gos cobrador

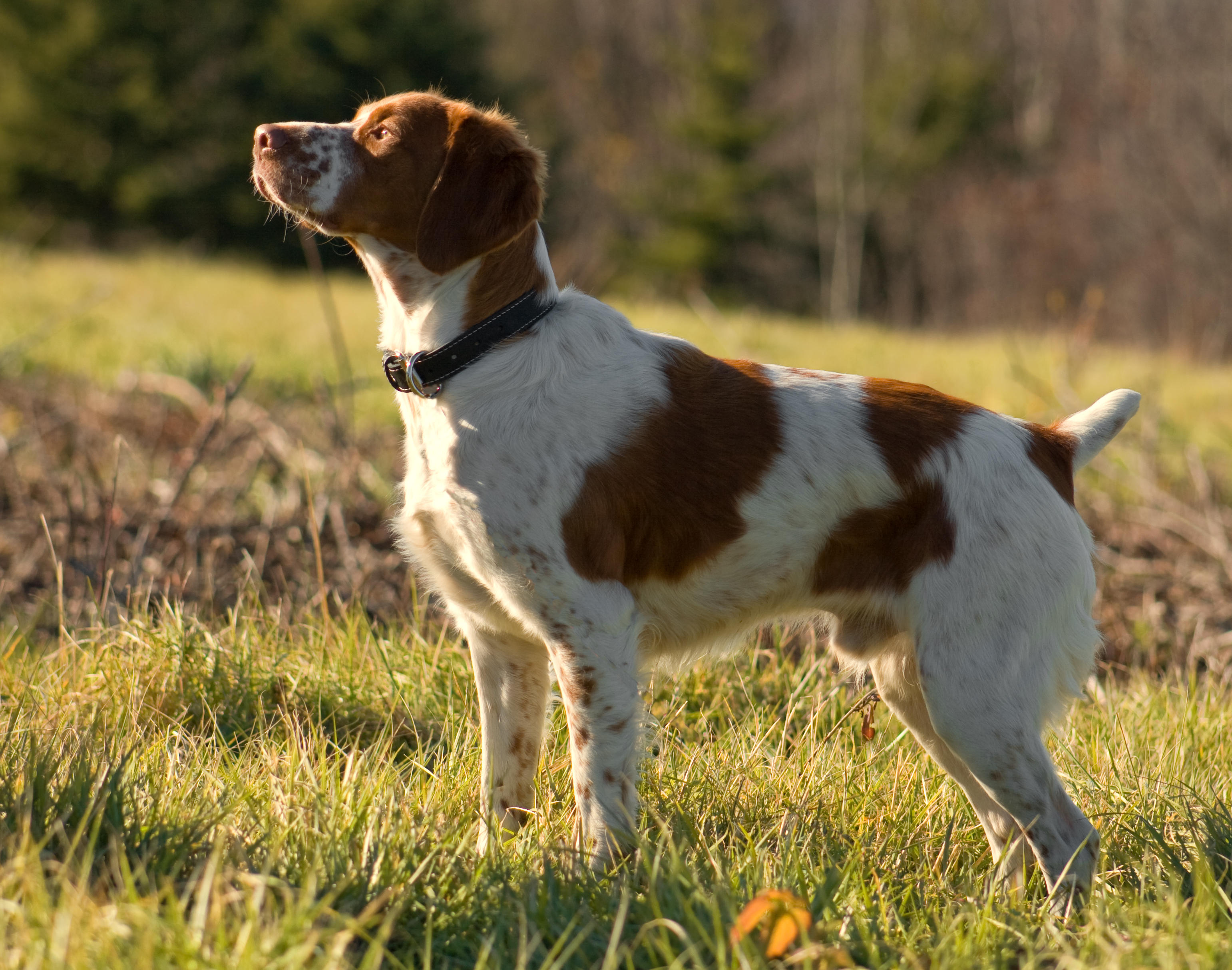
Un Spaniel Bretó atent al vol d'una au.

Com que les aus volen, i a vegades molts metres entre el lloc de la seva caiguda i el del caçador, distància que està plena d'obstacles del terreny difícilment franquejables, cal que el gos realitzi un altre comportament crucial. És necessari que reculli la caça allà on el caçador no pot arribar i que la transporti fins a aquest.
Moltes de les races de mostra comparteixen l'instint de cobrament, però no totes. Així com els bracs són cobradors innats, els setters i els pòinters hauran de ser ensinistrats per al cobrament i, tot i així, alguns mai portaran les peces.
L'home ha obviat aquest inconvenient seleccionant races especialitzades en el cobrament, com els retrievers que actuen al costat dels gossos de mostra i cobren les preses abatudes durant la cacera. Tant el gos cobrador com el gos d'aigua estan especialitzats en el cobrament d'aus aquàtiques en aiguamolls.
Els gossos de tipus spaniel, són especialistes a fer aixecar el vol a les aus, especialment abans que apareguessin les armes de foc, quan eren utilitzats per caçar amb falcons. En llocs on la caça està amagada és necessari un gos que les faci volar perquè el falcó acabi amb la captura a les altures.

### Gos aixecador

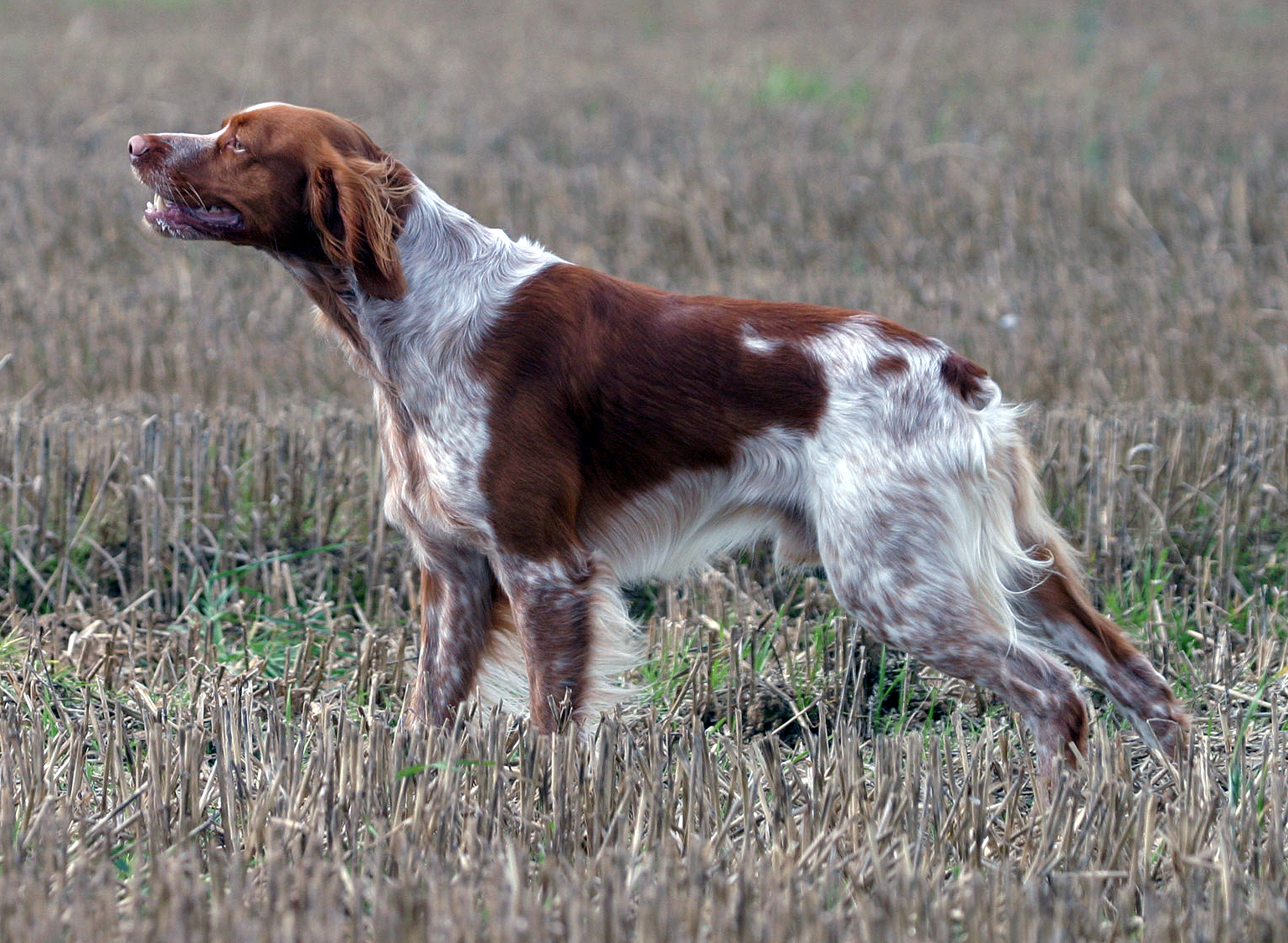
Spaniel Bretó.

Aquest tipus de gos fa sortir l'animal de caça fora del seu amagatall, perquè el caçador el pugui veure. Entrenat per treure a les preses del seu amagatall, principalment aus, trobant-les primer i portant-les des del seu amagatall fins a un lloc on el caçador pugui capturar-la. Els gossos aixecadors són diferents d'altres tipus de gossos de caça com els gossos de mostra, els qui romanen en el lloc després de localitzar a la presa o els cobradors, que porten a la presa fins al caçador una vegada que aquest ha disparat i la peça està ferida o morta. Algunes races de gos han estat criades perseguint la seva habilitat per a l'aixecament de preses, com els cockers i altres spaniels, no obstant això, en altres casos s'entrena a altres tipus de gossos de caça per fer la funció d'aixecadors, especialment als cobradors. La major part dels gossos aixecadors són molt amigables i, per tant, excel·lents companys i mascotes. Els gossos spaniels són especialistes a fer aixecar el vol a les aus, històricament abans que apareguessin les armes de foc, quan eren utilitzats per a la caça amb falcons. En llocs on la caça està amagada és necessari un gos que faci volar a les aus.

### Gos d'aigua
Aquest gos no té por de l'aigua, i són molt utilitzats en la caça de l'ànec i d'altres aus aquàtiques. Els gossos d'aigua són un grup de races canines caracteritzades per ser de mida mitjana i tenir el pèl de consistència llanosa i arrissada. Se solen utilitzar per a la caça d'anàtids i altres aus en zones pantanoses i aiguamolls.

## Ensinistrament per la caça
Perquè un gos sigui útil per a la caça ha d'escometre complir les fases de domesticació, socialització i ensinistrament específic. I, pel que fa a l'última, ens referirem a aquest als principals aspectes de l'ensinistrament específic. Els gossos han de saber conviure i caçar junts i acudir a la crida del gossera. Només els gossos d'adherència que segueixen de prop a aquest necessiten aprendre una obediència bàsica. Tots els gossos que cacen a prop del caçador, a la mà, han de saber anar-hi, seure, estirar-se i caminar al costat del guia quan se'ls ordeni.
Els gossos de mostra, a més, es treballaran específicament en aquest sentit. Per a la majoria de gossos de morral, aquesta conducta és innata i només haurà de donar-li al gos oportunitat d'anar adquirint experiència. Quan es desitja que el gos participi en competicions de caça, haurà de recórrer a un ensinistrament especialitzat.

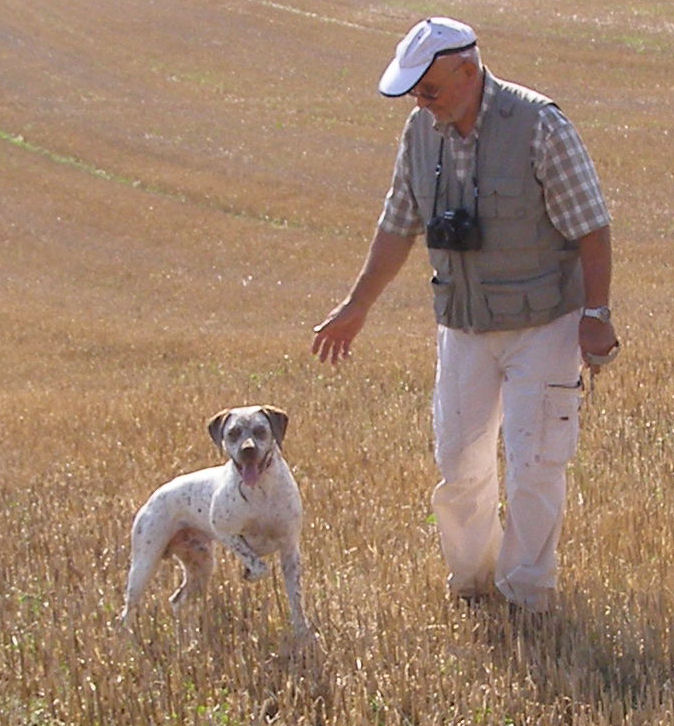
Brac del Borbonès aprenent a aturar-se davant la presa.

Els gossos de cobrament constitueixen un cas a part.
El fet en si de cobrar és veritablement complex, ja que requereix la suma de totes les habilitats del gos. Per analitzar l'acció global, és convenient dividir-la en les següents fases: 
1. Localització de la presa.
2. Recollida.
3. Portada a l'amo.
4. Posicionament davant seu.
5. Deixar anar la presa a l'ordre.

Localitzar la presa requereix un conjunt d'habilitats que es desenvolupen progressivament, en relació directa amb l'adquisició d'experiència. El guia només ha de permetre que el seu gos acumuli vivències i ha de fomentar que desenvolupi la seva creativitat, la seva capacitat d'adaptació a les circumstàncies i el seu enginy per a la improvisació.
Però, com les altres fases del cobrament hauran de ser realitzades sempre de la mateixa manera, és preferible que el guia ensenyi el seu gos intervenint des del principi. S'ha de construir un aprenentatge amb visió de conjunt, no oblidant que el cobrament és un tot dinàmic i que la transició entre les diferents etapes teòriques ha de ser fluida i plena de naturalitat.
Tots els gossos de caça es poden sotmetre al test de la «papallona», per valorar les seves condicions innates de mostra i de presa. La papallona és un artefacte que s'arma emprant una canya de pescar amb fil, en aquest extrem se subjecta un esquer que, preferiblement no ha de ser una peça real per evitar que, si l'esquer pateix un desagradable contratemps i s'enredi al fil mal manejat, per exemple.
El pas següent és deixar que juguin fora del seu cau amb l'artefacte al complet, deixat a terra (un pal amb uns 40 cm de seda de pescar i un drapets lligat a l'extrem), perquè s'acostumin a ell. Ja en aquest moment els cadells que mostrin por revelaran que difícilment serviran per caçar en grup.
A continuació, un o dos dies després, separats del grup els tímids, l'examinador manejarà amb el pal l'esquer, movent primer per generar impuls de caça i aturant sobtadament. Ara s'ha d'observar el comportament de la resta de la ventrada. Aquell que es mostra a la primera i, després, busca amb el seu olfacte la presa artificial és sens dubte el millor. S'ha acabat la prova per a ell. I la resta dels germans mostrarà l'observador expert un bon nombre de característiques que representen de forma directa les actituds genèticament heretades. Estarà aquell que es faci el llest i talli el moviment del drap, el que no pare i es llanci sobre ell, el que ho mossegui amb cobdícia i el retingui contra el terra, el qui el subjecti amb suavitat, el qui el lladri nerviosament, etc.